# Ferdinand Lassalle (film)
Ferdinand Lassalle er en tysk stumfilm fra 1918 af Rudolf Meinert.

## Medvirkende
- Ernst Behmer
- Herr Braun som Otto von Bismarck
- Arnold Czempin som Ferdinand Lassalle
- Ernst Dohm
- Hans Duncker